# Jan Boon
 (avril 2020).
Si vous disposez d'ouvrages ou d'articles de référence ou si vous connaissez des sites web de qualité traitant du thème abordé ici, merci de compléter l'article en donnant les références utiles à sa vérifiabilité et en les liant à la section « Notes et références ».
Jan Filip Boon, né à Hal le 6 janvier 1898 et mort à Uccle le 31 décembre 1960, est un  journaliste flamand catholique. 
Il est rédacteur en chef de De Standaard et, d'août 1939 jusqu'à sa mort en 1960, directeur général des émissions flamandes de l'Institut national de radiodiffusion (INR).

## Biographie
Boon est un des fils de Jan-Baptist Boon (1864-1941) et Maria Crispeels (1870-1951). Il a épousé Maria Ceulemans (1898-1976) et ils ont huit enfants.
On constate à la forme de sa tête la forte consanguinité du peuple flamand.
Il a développé son flamingantisme lors de ses études secondaires au Collège épiscopal francophone Notre-Dame de Hall. Des prêtres tels que Joris Baers (1888-1975), rédacteur en chef de la Katholieke Boekengids, et le compositeur Alfons Moortgat (1881-1962), organiste de la basilique Saint-Martin de Hal à l'époque, l'ont encouragé dans cette direction. Ils l'ont également mis en contact avec la littérature flamande. Il avait un ami, Constant Van Gestel (1899-1978), qui est devenu dominicain et l'a également influencé.
En 1913, à l'âge de quinze ans, il commence à travailler à l'imprimerie bruxelloise Action catholique , se familiarisant ainsi avec le journalisme et la politique. Au début de la Première Guerre mondiale, il est actif au sein du mouvement de jeunesse activiste Groeningerwacht, dont il rejoint le conseil d'administration en 1916. Il était l'un des propagandistes rémunérés de Hal, rédacteur en chef de De Hallenaar et travaillait pour le Conseil de Flandre. Il se détourna de ceux qu'il jugeait trop à l'esprit allemand et trop autoritaires. Grâce à la séparation administrative introduite par les Allemands, il obtient un emploi dans la fonction publique. Après l'armistice, il est resté impliqué dans le militantisme clandestin. Il a même été arrêté en mars 1919 et détenu pendant quelques semaines, mais a été libéré sans procédure judiciaire. Par la suite, il est resté actif comme messager entre Auguste Borms emprisonné et la direction du Front flamand aux Pays-Bas.
Après avoir travaillé pendant une courte période au journal frontalier Ons Vaderland en 1919 , il devient secrétaire de rédaction de De Standaard et en 1921 rédacteur en chef de l'hebdomadaire Ons Volk Awake . En 1924, il revient à De Standaard en tant que journaliste. En raison de sa popularité flamande, il a été nommé rédacteur en chef en 1929 par le nouveau propriétaire du journal, l'homme d'affaires et plus tard ministre Gustave Sap. Néanmoins, Boon avait déjà considérablement évolué sous l'influence de Frans Van Cauwelaert et d'autres, et était devenu un opposant au nationalisme flamand. Pendant ce temps, il a également développé son intérêt pour la littérature du monde et l'art moderne. Il a écrit sa première pièce Zwarte Snow en 1918 et a publié un recueil de nouvelles en 1920. Il a joué un rôle de premier plan dans le Vlaamsche Volkstooneel , dont il est devenu directeur en 1925.
Même après sa nomination au poste de directeur général à l'INR en 1939, Boon a continué de jouer un rôle important dans le domaine culturel. Il a été membre de nombreuses associations culturelles, cofondateur et vice-président des Scriptores Catholici et membre du conseil d'administration des Vermeylenfonds , dans les premières années de cette organisation, suivant un parcours pluraliste.
Plusieurs fils de Jan Boon sont devenus prêtres, dont Herman Boon, qui a travaillé comme aumônier de l'aviation civile à l'aéroport de Zaventem et le jésuite Frans Boon (1927-2001), qui était un musicien actif. Le frère de Jan Boon était le rédemptoriste Jozef Boon, auteur, entre autres, du Jeu du Saint Sang à Bruges.

### INR
Après la mort soudaine de Théo De Ronde, Boon devient directeur général des émissions flamandes de l'Institut national de radiodiffusion (NIR) en 1939. Lors de l'invasion allemande, il se rendit en France, mais revint en Belgique après la capitulation. Il a travaillé pour la Croix-Rouge à Bruxelles, entre autres , et a été chargé par le gouvernement belge en exil en 1943 de construire un nouveau réseau de stations de radio en Belgique occupée. Ce projet Samoyède a réussi, ce qui a permis à Jan Boon via l'INR de diffuser sa première émission depuis un studio à Forest le 4 septembre 1944 et d'annoncer la libération progressive de la Belgique.
En 1945, Jan Boon est nommé administrateur-directeur général de l'INR et, dans cette fonction, il maintient son opposition à l'adoption de la norme française de 819 lignes pour les émissions de télévision en Belgique. Le résultat a été un compromis, dans lequel une norme distincte a été introduite pour la télévision flamande (625 lignes) et wallonne (819 lignes). Par ailleurs, la norme 625 est devenue plus tard la norme européenne générale. Cela signifiait que les émissions de télévision en Belgique pourraient commencer beaucoup plus tard que dans d'autres pays européens en 1953.
Après la mort de Boon en 1960, Paul Vandenbussche lui succède comme administrateur général de la VRT.

## Œuvres
- 1918-1920 : Neige noire, pièce de théâtre en 3 actes, Nieuwe Nederlandsche Uitgeversmaatschappij, Bruxelles
- 1920 : Roode Meidoorn , recueil de nouvelles
- 1931 : L'influence quotidienne
- 1932 : Reconquête de Bruxelles. Politique de prestige!, De Sikkel, Anvers
- 1933 : Témoignage de Beauraing - expériences d'un journaliste du 15 décembre 1932 au 30 septembre 1933 : 1 : Les enfants de Beauraing, publ. Jos. Vermaut, Courtrai
- 1934 : En bateau vers le Spitzberg et Pakijs
- 1948 : Le gentleman flamand à l'école du monde - une discussion et quelques considérations sur le flamand décent et sur les sorts et les lois non écrites du gentleman (essai), De Portiek, Bruxelles
- 1948 : Une patrie à aimer ou La rencontre de la pensée flamande et belge, De Vlijt, Anvers
- 1950 : Catéchisme du Mouvement flamand. L'histoire concise et le monde visuel de ce mouvement en cent questions avec réponses, Elsevier, Amsterdam / Bruxelles
- 1953 : Extrait du journal de l'homme ordinaire: tourments mineurs et majeurs de la ville occupée, Het Egelantierke, Bruxelles
- 1953 : Télévision, bienfaisance ou horreur. Description d'une nouvelle muse, Bruxelles
- 1956 : La radiodiffusion, une démocratisation du luxe
- 1958 : America now: récit de voyage et marche parmi les gens et les foules du nouveau monde sans contrariété , Davidsfonds, Louvain